# Råttartade gnagare
Råttartade gnagare eller musliknande gnagare (Myomorpha) är en underordning i ordningen gnagare (Rodentia). Med ungefär 1600 arter i nio familjer ingår nästan en fjärdedel av alla däggdjursarter i underordningen.

## Systematik
Tidigare listades flera familjer till underordningen. Carleton und Musser (2005) omsorterade underordningen efter morfologiska och molekylärbiologiska aspekter. En del familjer flyttades till andra taxa i ordningen gnagare. Myomorpha bildas numera av två överfamiljer med tillsammans sju familjer:
- Dipodoidea
  - Springråttor, (Dipodidae)
- Muroidea
  - Råttdjur, (Muridae), med möss, råtta, gerbiler
  - Hamsterartade gnagare (Cricetidae) -  hamstrar, sorkar, med flera
  - Mullvadsråttor, (Spalacidae), till exempel bamburåttor, (Rhizomys)
  - Mushamstrar (Calomyscidae)
  - Taggsovare (Platacanthomyidae)
  - Nesomyidae

Familjer som flyttades till andra underordningar är till exempel:
- Sovmöss (Gliridae), som numera tillhör underordningen ekorrartade gnagare.
- Kindpåsråttor (Geomyidae) och påsmöss (Heteromyidae), som är nära släkt med bävrar och som listas till Castorimorpha.